# معادلة مميزة (تفاضل)
في الرياضيات، وبالضبط في حساب التفاضل والتكامل، المعادلة المميزة (بالإنجليزية: Characteristic equation)‏ هي معادلة جبرية من الدرجة n التي تعتمد على حل معادلة تفاضلية من الرتبة n  أو معادلة فرقية [الإنجليزية]. يمكن تشكيل المعادلة المميزة فقط عندما تكون المعادلة التفاضلية أو الفرقية خطية ومتجانسة، ولها معاملات ثابتة. مثل هذه المعادلة التفاضلية، مع y كمتغير تابع، والدليل العلوي (n) يشير إلى مشتق من الدرجة n، و an، an − 1 ، ...، a1، a0 كثوابت:
{\displaystyle a_{n}y^{(n)}+a_{n-1}y^{(n-1)}+\cdots +a_{1}y'+a_{0}y=0}
سيكون لها معادلة مميزة من الصيغة:
{\displaystyle a_{n}r^{n}+a_{n-1}r^{n-1}+\cdots +a_{1}r+a_{0}=0}
التي تكون حلولها r1 , r2 , ..., rn هي الجذور التي يمكن من خلالها تشكيل الحل العام.